# Cormocephalus tingonus
Cormocephalus tingonus är en mångfotingart som beskrevs av Chamberlin 1957. Cormocephalus tingonus ingår i släktet Cormocephalus och familjen Scolopendridae.
Artens utbredningsområde är Peru. Inga underarter finns listade i Catalogue of Life.